# Mauro Prosperi
Mauro Prosperi (geb. 1955, Rome) is een Italiaanse ultraloper. Hij is bekend van de Marathon des Sables in 1994, waar hij verdwaalde en zo alleen in de woestijn terecht kwam. Nadat hij beschutting had gevonden en alle hoop om gered te worden had opgegeven, besloot hij om zelfmoord te plegen. Toen hij met een scherp voorwerp zijn polsen opensneed, kwam er echter geen bloed uit, hoogstens een stroperige variant van bloed.
Na het vinden van een oase in de woestijn van Algerije werd hij uiteindelijk gered. Prosperi deed later in 1998 opnieuw mee aan de race, maar moest afhaken vanwege een ernstig gekneusde teen.